# I Like Party
『I Like Party』（アイ・ライク・パーティー）は、チューリップの通算17枚目のアルバム。1985年8月31日発売。

## 解説
宇宙路線からほぼ脱却し、都会的なポップス路線へと舵を切った作品。
シンセサイザーを駆使して、デジタル路線を全面に押し出したアレンジがなされており、下記の理由からチューリップの特色であるコーラスは財津和夫の多重録音が駆使されている。
財津の路線に反発し、既に脱退状態だった安部俊幸、姫野達也、伊藤薫は2曲を除いてほとんど参加しておらず、後に正式加入する松本淳（元UGUISS）や外部ミュージシャン（鳥山雄司）が参加していることもあり、財津もこのアルバムを第2.5期と表現している。本作より新田和長は、プロデュースから外れた。
ジャケットは顔を洗う財津の横顔であり、同じく財津一人が写る裏ジャケットと共に上記3人の脱退が大きく影を落としている（正式な発表は翌1986年だが、アルバム発売直後から開始されたツアー「I Like Party」ですでに公表されていた）。クレジットとともにメンバーの写真が貼られており、サポートメンバーの松本が財津、姫野、宮城、伊藤と同じ大きさで貼られている一方、安部はスペースに対し異様に小さくしか写っていない。これらの経緯があってか、本作以降、解散年である1989年までのアルバムの曲は、1997年の再結成後のライブでは一切取り上げられていない。
なお、タイトル曲が未収録となっているが、発売直後から始まった上記のツアーのライブアルバム『コンサートはチューリップ』にライブ版が収録されている。アルバム自体は2021年現在もCD化されていないが、タイトル曲のみ2007年に発売された『Request 〜TULIP FAN SELECTION BEST〜』に収録されている。アルバムの曲とは対照的な明るい曲調であるため収録されなかった可能性がある。

## 収録曲
SIDE ONE
1. 涙のパーティー
  - 作詞／作曲：財津和夫　編曲：チューリップ　ボーカル：財津和夫
  - 後にシングルカットされた楽曲で、同一テイクが収録されている。
  - 詳しくはシングルのページを参照。
2. 想い出をかくしても
  - 作詞／作曲：財津和夫　編曲：チューリップ　ボーカル：財津和夫
3. アイ・アイ・アイ
  - 作詞／作曲：財津和夫　編曲：チューリップ　ボーカル：財津和夫
  - 先行シングルとして発売された楽曲で、同一テイクが収録されている。
  - 詳しくはシングルのページを参照。
4. いま確かなこと
  - 作詞／作曲：宮城伸一郎　編曲：チューリップ　ボーカル：宮城伸一郎
5. ハーバー・ヴュー・ホテル
  - 作詞／作曲：財津和夫　編曲：チューリップ　ボーカル：財津和夫
  - 『涙のパーティー』カップリング曲で、同一テイクが収録されている。
  - 詳しくはシングルのページを参照。

SIDE TWO
1. ふたりのポスター
  - 作詞／作曲：財津和夫　編曲：チューリップ　ボーカル：財津和夫
2. サマー・レイン・ラプソディー
  - 作詞：安部俊幸／作曲：姫野達也　編曲：チューリップ　ボーカル：姫野達也
  - 『アイ・アイ・アイ』のカップリング曲で、同一テイクが収録されている。
  - 詳しくはシングルのページを参照。
3. Lost in the night
  - 作詞／作曲：宮城伸一郎　編曲：チューリップ　ボーカル：宮城伸一郎
4. まるで愛のように
  - 作詞／作曲：財津和夫　編曲：チューリップ　ボーカル：財津和夫
  - 「テルモ」のイメージソングとして採用されたため、同一テイクが翌年発売のシングル『愛の風』のカップリング曲として収録された。
  - 詳しくはシングルのページを参照。

## クレジット
PRODUCED by Fumie Kaneko(Fun House)
ENGINEERED by Toshiyuki “TOPPY” Iiizumi
ASSISTANT ENGINEERS　Katsushi Hatakeyama and Shuichi Yokoi
CHIEF MANAGERS　Hideo Seto and Hiroshi Ichii (Cricket)
EQUIPMENT STAFF　Wataru Shimamura and Minoru Fujisako
RECORDED AT　Studio Take One
PROMOTION　Toshifumi Mutoh & His Super Staff(Fun House) and Shinko Music
PHOTOGRAPHER　Shunsuke Matsuura
COVER DESIGN　Teruhisa Tajima
STYLIST　Hiroko Yamauchi
EXECTIVE PRODUCER　Masatoshi Hirose

We like to give special thanks to these people for their special roles in this album
Yuji Toriyama　Electric guitars
Tasuhiko Mori　Synthesizer operator
Koji Ando (HOSHINO GAKKI CO, LTD.)
Ichiro Shimano (TAMA)
Osamu Kinoshita (Ibanez)
YAMAHA R&D TOKYO
Yoshiyuki Sawada
Tatsuya Hoshino
Keiichi Tada
I DEDICATE THIS RECORD TO JOHN LANDIS.